# VSV-EBOV
Le VSV-EBOV ou rVSV-ZEBOV est un vaccin expérimental développé contre la maladie à virus Ebola par des chercheurs du Laboratoire national de microbiologie (en) du Canada. Il consiste en une forme recombinante atténuée du virus de la stomatite vésiculaire — un rhabdovirus — exprimant la glycoprotéine GP du virus Ebola. L'injection de ce virus atténué modifié stimule une réponse immunitaire dirigée contre la glycoprotéine du virus Ebola et procure donc une protection contre ce dernier. Une injection intramusculaire unique suffit à protéger des primates non humains — en l'occurrence, des macaques crabiers — contre la maladie à virus Ebola,. La vaccination elle-même ne provoque pas de fièvre ni d'autres symptômes. Certains indices laissent également penser que ce vaccin pourrait présenter une action curative sur des patients déjà infectés par le virus.
On a par ailleurs pu montrer que les macaques crabiers étaient encore complètement protégés de l'infection quatorze mois après avoir été vaccinés,.
Produit par la firme pharmaceutique Merck & Co, le VSV-EBOV a fait l'objet d'un essai clinique à Genève, en Suisse, au cours duquel des patients ont fait état de douleurs articulaires. Lors d'un essai clinique de phase III mené en Guinée, en 2015, le vaccin a été administré à plus de 2 000 personnes pour prévenir la propagation du virus.
Fin juillet 2015 l'OMS, promoteur de l'essai, débuté le 23 mars 2015, diffuse depuis Genève un communiqué de presse et la revue médicale internationale The Lancet publie éditorial et article annonçant des résultats intermédiaires prometteurs, avec une efficacité vaccinale de 70 à 100 %,,,.

Le vaccin a également été utilisé à titre compassionnel en République Démocratique du Congo lors de l'épidémie de l'Équateur en mai 2018 et est administré au Nord Kivu pour contenir la deuxième épidémie de 2018 à laquelle fait face le pays. En novembre, environ 30 000 personnes avaient été vaccinées.